# V359 Весов
V359 Весов (лат. V359 Librae) — одиночная переменная звезда в созвездии Весов на расстоянии (вычисленном из значения параллакса) приблизительно 2596 световых лет (около 796 парсеков) от Солнца. Видимая звёздная величина звезды — от +13,5m до +12,4m.

## Характеристики
V359 Весов — красная пульсирующая полуправильная переменная звезда типа SRB (SRB) спектрального класса M6.